# Male Fantasy
«Male Fantasy» es una canción de la artista estadounidense Billie Eilish, incluida como tema final de su segundo álbum de estudio Happier Than Ever (2021). Se trata de una balada folk con tintes country sobre una ruptura y fue escrita por Eilish y su productor, su hermano Finneas O'Connell. En los versos, la narradora intenta ver pornografía para distraerse de sus problemas, y critica cómo sus estándares en torno a la belleza y la sexualidad afectan negativamente a las personas. En el estribillo fantasea con su antiguo amante y admite que nunca podrá odiarlo por mucho que se fuerce a hacerlo.
Fue una de las últimas canciones escritas para Happier Than Ever, y Eilish quiso que fuera el tema final del álbum porque consideraba que la canción recordaba a los créditos finales. Se lanzó como séptimo sencillo del álbum el 6 de diciembre de 2021. La canción recibió elogios de la crítica musical, que la felicitó por el arreglo simplista y la letra inventiva.
Eilish dirigió y editó el vídeo musical de Male Fantasy, que se estrenó el mismo día de su lanzamiento. En él, Eilish deambula sola por una casa claustrofóbica. Eilish interpretó la canción en una serie de vídeos Vevo Live en YouTube, cantándola en una cama dorada en un hotel al estilo del viejo Hollywood, y en un mashup para Saturday Night Live junto a la canción que da título a Happier Than Ever. Eilish incluyó la canción en las listas de canciones de un concierto de 2021 y una gira mundial de 2022-2023 en apoyo del álbum.

## Composición y lanzamiento
Male Fantasy fue escrita por Eilish y Finneas O'Connell, este último como productor del tema, O'Connell también instrumentó el tema con una guitarra acústica, un sintetizador y un piano eléctrico Wurlitzer. La idea de la canción se le ocurrió a la cantante tras mantener una conversación sobre lo "estúpida e irreal" que es la pornografía, tema que le pareció una "buena idea" para una canción, ya que es "incómodo" de tratar y puede "hacerte sentir violado y bien al mismo tiempo". En una entrevista con i-D, Eilish confesó que suele escribir sobre su pasado, ya que le resulta más fácil que poner letra a acontecimientos actuales. Sin embargo, Eilish admitió que el proceso fue "duro y satisfactorio y revelador y revelador y también increíblemente catártico", mientras que la canción "más o menos se escribió sola".
A principios de febrero de 2021, la canción no se consideró para ser incluida en Happier Than Ever, con la canción principal concluyendo el listado de canciones. Sin embargo, después de que Male Fantasy fuera escrita, la cantante dijo que "se sentía mejor cerrarlo con eso", ya que la pista "se sentía como créditos". Además, Eilish no quería terminar el álbum con una "nota enfadada", expresando que "nada debería terminar con una mala nota". La cantante también reveló que la canción es una de sus favoritas del álbum, y como resultado de su sinestesia, la encuentra representada por un color azul claro. La canción fue elegida como el séptimo sencillo promocional del álbum el 6 de diciembre de 2021.

## Música y letra
Desde el punto de vista musical, Male Fantasy es una balada folk de ruptura, acústica, con sabor a country y guitarras. Según las partituras publicadas por Universal Music, el tema está compuesto en Re mayor. El compás es de 4
4 con un tempo de 108 a 112 pulsaciones por minuto. Se oye a Eilish cantar en su registro más agudo, con su voz que abarca desde B3 a D5. La cantante se muestra con el corazón roto en la pista, tratando de distraerse con la pornografía. Después, utiliza la primera estrofa de la canción para criticar cómo la pornografía afecta a la juventud y a los cánones de belleza, y además utiliza el concepto presente de honestidad y fachada en las relaciones, tras cantar: "Sé que debería, pero nunca podría odiarte"; Eilish pregunta: "¿Quieres que cante aquí?", lo que, según Sal Cinquemani, de Slant Magazine, simboliza "quizá sin querer, la lucha [de la cantante] por afirmar su propia agencia". Comienza la segunda estrofa cantando sobre cómo no tiene nada en común con un viejo amigo. Más tarde, reflexiona sobre sí misma y "explora más a fondo su propio papel en un mundo del espectáculo dominado por los hombres".
Según Carl Wilson de Slate, aunque la canción comienza "reflexionando sobre cómo la mirada masculina da forma a representaciones poco realistas de la satisfacción de las mujeres con el sexo", en realidad se trata de una "fantasía igualmente distractiva sobre un hombre, y cómo él podría haber sido mejor para ella". Cat Zhang, de Pitchfork, comentó que Male Fantasy se parece al estilo de Stranger in the Alps (2017), de Phoebe Bridgers; mientras que Konstantinos Pappis, de Our Culture Mag, dijo que es "el tipo de canción acústica lastimera en la que ahora podrías imaginar a Clairo haciendo coros". En un artículo publicado en MTV, Athena Serrano escribió que la canción trata de distinguir cuál es el verdadero amor. Escribiendo para MTV Australia, Jackson Langford comentó que la canción es "melancólica y etérea", describiendo su producción como "apagada", similar al resto del álbum. Rob Sheffield, de Rolling Stone, añadió que la cantante se pregunta "cuánto de su propia vida es sólo fantasía" en la canción. Rachel Brodsky, de Uproxx, escribió que la canción trata sobre "ser más amable con uno mismo, sobre tomarse el tiempo necesario para sanar tras un corazón roto".

## Recepción de la crítica
Male Fantasy recibió elogios generalizados de la crítica musical y también se convirtió en una de las favoritas de los fans. Derrick Rossignol, de Uproxx, dijo que Male Fantasy es uno de los momentos más "personales" de Happier Than Ever; mientras que Robin Murray, de Clash, describió la canción como un "final tenue" con una "interpretación lírica bravucona (...) afilada por un arreglo minimalista". Neil McCormick, de The Daily Telegraph, escogió el mismo conjunto de canciones y opinó que son "baladas somnolientas (...) contrarrestadas por una picardía que hace que Eilish nunca parezca una víctima". Tim Sentz, de Beats Per Minute, comentó que Male Fantasy es un "ejemplo perfecto de cómo Eilish puede ser ingenua y sabia más allá de su edad a la vez, algo que muestra repetidamente a lo largo del álbum". Mary Siroky, de Consequence, opinó que la canción es "intrépida" y una "meditación abatida sobre el desamor y la feminidad moderna".
Charles Holmes, de The Ringer, dijo que Male Fantasy era su canción favorita del álbum y expresó su deseo de que "todo Happier Than Ever fuera así de sencillo". Brenton Blanchet, de Complex, calificó la canción de "sobresaliente del álbum". La ubicación de la canción dentro del álbum ha sido discutida por los críticos, con Alex McLevy de The A.V. Club y Rebecca Breitfeller de Young Hollywood siendo aficionada a ella; el primero señaló un "cierre magistral", mientras que la segunda la describió como una "canción hermosa". El personal de Chorus.fm estaba dividido sobre la colocación de Male Fantasy, con Garrett Lemons entusiasmado con ella, mientras que Aaron Mook y Adam Grundy sentían que era una elección "extraña" para concluir el proyecto. Callie Ahlgrim y Courteney Larocca de Insider entendieron y les gustaron las intenciones de la cantante con la canción, pero afirmaron que Happier Than Ever sería una mejor manera de terminar el álbum. En la crítica de NME del disco, El Hunt destacó Male Fantasy como un tema que "desmenuza ingeniosamente el diálogo rebuscado y los orgasmos casi instantáneos de cierto tipo de pornografía".

### Listas
En una lista publicada por Rolling Stone de las mejores canciones de Eilish, Male Fantasy ocupó el puesto 20, con Sheffield comentando que la canción "se acerca sigilosamente y te destruye emocionalmente". Sophie Walker de Forty-Five colocó la canción en el puesto 21 en su lista de los mejores-peores cortes de la cantante, escribiendo: "Desmenuzando la forma en que se siente desafiante y a la vez atrapada por los hombres y lo que quieren, Male Fantasy es el único momento en que Billie ondea la bandera blanca y aprende a dejarse llevar en Happier Than Ever". En un ranking de cortes de la artista compuesto por Langford, el tema se situó en el número 23, comentando que es "desgarrador, pero no exactamente rompedor". Male Fantasy apareció en el número 26 de la lista de peores a mejores temas de Eilish publicada por Brodsky, donde alabó la canción, de ahí que demuestre que la artista sabe cantar.
Hannah Dailey hizo su clasificación de las canciones de Happier Than Ever para Billboard, donde colocó el single en el número cuatro, concluyendo que aunque es "ligeramente alarmante" escuchar a alguien tan joven como Eilish tocar el tema de la pornografía en la letra, la canción "ofrece una conmovedora instantánea de la mentalidad de Eilish una vez que superas esa primera leve sacudida del factor sorpresa". En su artículo para USA Today, Charles Trepany calificó Male Fantasy como la tercera mejor canción del álbum, afirmando que la instrumentación de la canción es "sencilla", mientras que su "ingeniosa" letra le hizo situarla en el ranking.

## Resultados comerciales
Male Fantasy no llegó a entrar en la lista Billboard Hot 100 de Estados Unidos, pero alcanzó el número dos en la lista Bubbling Under Hot 100. Además, la canción consiguió debutar en la lista Hot Rock & Alternative Songs en el número 20, convirtiéndose en la decimoquinta canción de Eilish en entrar en el top 20 de la lista. En Canadá, la canción llegó al número 62, mientras que en las encuestas mundiales publicadas por Billboard, el single alcanzó el número 81 en la lista Global 200, mientras que llegó a la posición 125 en la lista excluyendo a Estados Unidos. En otros lugares, la canción apareció en las listas nacionales de Australia y Portugal, en los números 59 y 80, respectivamente. Además, Male Fantasy se colocó en el número 91 en la lista de streaming del Reino Unido y en el número 9 en la lista Heatseeker de Suecia.

## Vídeo musical

### Antecedentes y sinopsis
El vídeo musical contiene muchos saltos. La escritora de Consequence Wren Graves sugirió que "podrían ser una ilustración de los efectos de la depresión en la memoria".
Un video musical de Male Fantasy fue anunciado por Eilish el 5 de diciembre de 2021, con un adelanto de 16 segundos, creando expectación entre los fans de la artista. Se estrenó en YouTube al día siguiente a las 9 AM hora del Pacífico. El video fue dirigido y editado por Eilish. En su cuenta de Instagram, escribió que el visual fue "uno de [sus] primeros videos para editar todo solo" y describió esta experiencia como una "tarea divertida" y "tanta alegría". Es el sexto visual de la era Happier Than Ever que dirigió.
El vídeo se basa en muchos cortes de salto, y está ambientado en un filtro azul claro, que es el color que Male Fantasy representa para la cantante. El visual muestra a Eilish deambulando sola en una casa poco iluminada, haciendo un guiño a la estrofa inicial de la canción. En el clip, la cantante se muestra deprimida y tratando de hacer frente a un corazón roto. El clip comienza con Eilish mirando su reflejo en el espejo, y más tarde se la ve mirando la pantalla del televisor. En la siguiente escena, la artista se revuelca "incómoda" en la cama. A continuación, la cantante come sola, tumbada en la cocina, y sentada en el suelo del baño. Después, Eilish echa un vistazo a la nevera. También está contemplando, y deambulando por la casa. El videoclip termina con la cantante mirándose de nuevo en el espejo del baño, pero esta vez con las cortinas echadas. Muchas de las escenas se repiten durante el visual, sólo difieren en las posturas que adopta Eilish.

### Recepción
El vídeo fue calificado de "emotivo" por Brenton Blanchet de Complex; mientras que en artículos publicados en Entertainment Weekly, The Fader y Uproxx, fue descrito como "sombrío". Michael Major de BroadwayWorld calificó el visual de "poderoso"; mientras que fue calificado de "sombrío" por Mitchell Peters de Billboard y Web Desk de The News International. En otro artículo, Peters también calificó el vídeo de "desgarrador". Para Rolling Stone, Paul Larisha escribió "[Eilish] deambulando se mueve en tándem con la progresión melódica de la canción, llenando un día entero en el interior con la nada y la melancolía". La casa en el clip fue descrita como "claustrofóbica" por Raphael Helfand de The Fader. Tom Taylor, de Far Out Magazine, dijo que el vídeo es una "muestra relatable de cómo lidiar con la depresión, el trauma o una ruptura". El visual recibió 2,1 millones de visitas en YouTube en el primer día de publicación.

## Actuaciones en directo

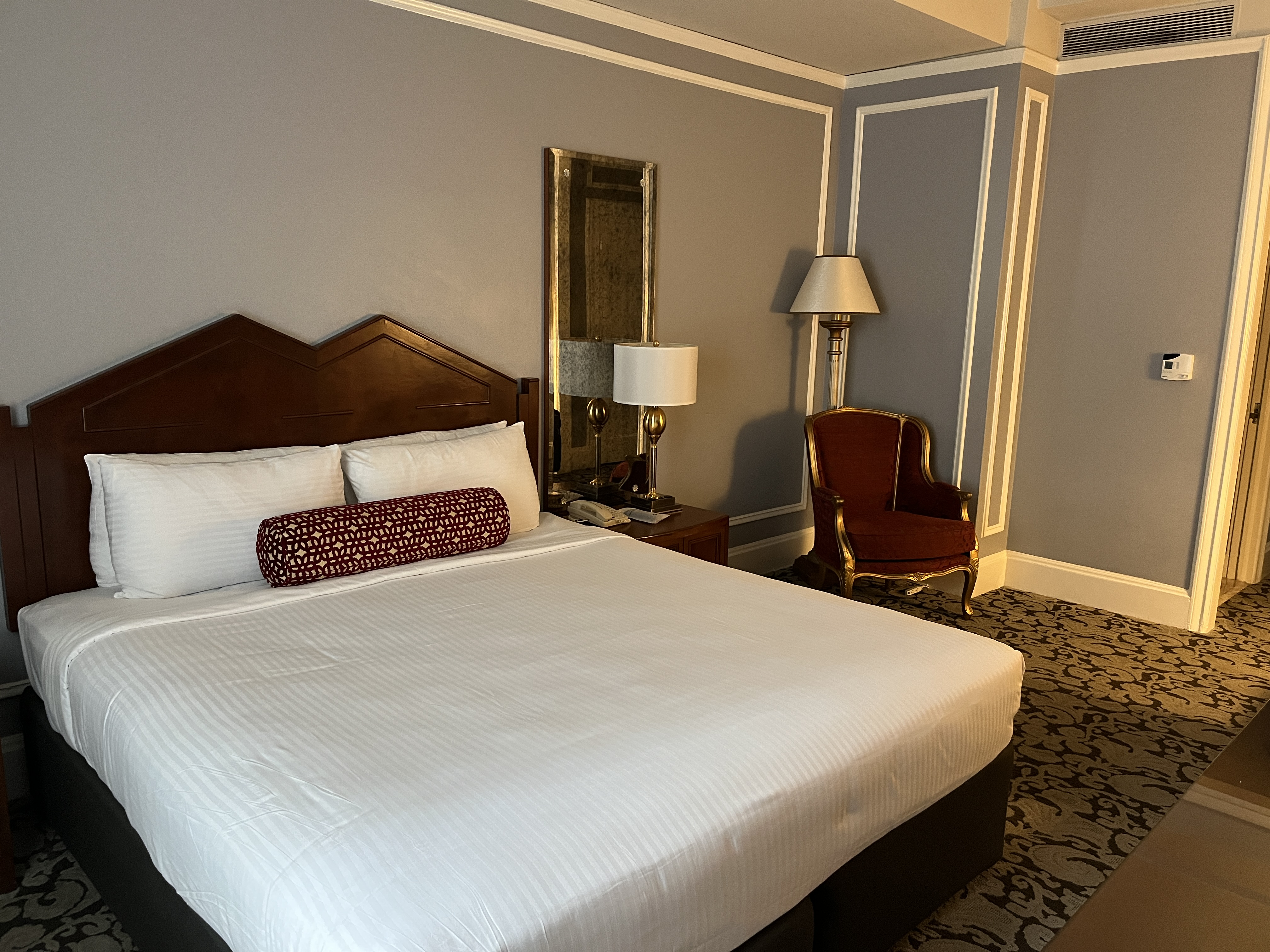
El videoclip en directo de Male Fantasy se filmó en una de las habitaciones del Hotel Biltmore de Los Ángeles, elegida para evocar una sutil estética del cine clásico de Hollywood.

El 4 de agosto de 2021, Eilish publicó una actuación en Vevo Live de Male Fantasy en su canal de YouTube. El vídeo fue dirigido por Kyle Goldberg y rodado en película de 35 mm. Con un jersey blanco recortado, la cantante está sentada en una cama de satén dorado en una habitación de hotel de caoba "color ámbar", mientras que Finneas aparece al otro lado de la habitación, tocando la guitarra acústica blanca en un armario. El lugar en el que tuvo lugar la actuación fue el Hotel Biltmore de Los Ángeles, elegido para reforzar la sutil estética del viejo Hollywood que Eilish imaginó para Happier Than Ever. Daniel Peters, de NME, describió el arreglo como "evocador" y "acústico"; Emily Zemler, de Rolling Stone, y Hot Press lo calificó de "íntimo"; Brycen Saunders, de Hypebeast, calificó la actuación de "atractiva" y añadió que el atuendo de Eilish es "informal" y que su voz tiene una "cadencia susurrante". Brit Dawson, de Dazed, calificó la sala en la que actuaba la cantante de "hollywoodiense", al tiempo que resumió la interpretación como "tierna". Al mes siguiente, la cantante estrenó la película de su concierto titulada Happier Than Ever: A Love Letter to Los Angeles, que incluye una interpretación de la canción.
El 11 de diciembre de 2021, Eilish cumplió una doble función de presentadora e invitada musical en Saturday Night Live, e interpretó allí Happier Than Ever y Male Fantasy, y en ambas actuaciones contó con decorados que hacían guiños a los vídeos musicales de las canciones. En esta última actuación, Eilish estuvo acompañada por Finneas, y las dos estaban sentadas en el suelo con sudaderas, pantalones cortos y calcetines. La interpretación fue descrita como "despojada" por Sam Kemp, de Far Out Magazine. Ali Shutler, de NME, calificó la actuación de "acústica"; mientras que Michael Peters la calificó de "reflexiva". Jesse Hassenger, de Consequence, opinó que "esta actuación literalizó el lado pop de dormitorio del trabajo de Eilish". En 2022, la cantante se embarcó en una gira mundial 2022-2023 en apoyo de Happier Than Ever, donde Male Fantasy fue interpretada entre Your Power y el interludio Not My Responsibility. Eilish tocó la canción con una guitarra sentada sola en el escenario.

## Personal
- Billie Eilish - voz y composición
- Finneas O'Connell - composición, producción, guitarra acústica, sintetizador, arreglos vocales, piano eléctrico Wurlitzer
- Dave Kutch - masterización
- Rob Kinelski - mezclas
- Casey Cuayo - asistente de mezclas
- Eli Heisler - asistente de mezclas

## Posición en listas
| Listas (2021)                                   | Posición más alta |
| ----------------------------------------------- | ----------------- |
| Australia (ARIA)                                | 59                |
| Canadá (Canadian Hot 100)                       | 62                |
| Estados Unidos (Bubbling Under Hot 100 Singles) | 2                 |
| Estados Unidos (Rock Songs)                     | 20                |
| Portugal (AFP)                                  | 62                |
| Reino Unido (Official Charts Company)           | 91                |
| Suecia (Sverigetopplistan)                      | 9                 |